# Tournehem-sur-la-Hem
Pour les articles homonymes, voir Hem.
Tournehem-sur-la-Hem est une commune française située dans le département du Pas-de-Calais en région Hauts-de-France.
La commune fait partie de la communauté d'agglomération du Pays de Saint-Omer qui regroupe 53 communes et compte 104 937 habitants en 2021.
Le territoire de la commune est situé dans le parc naturel régional des Caps et Marais d'Opale.

## Géographie

### Localisation
Localisée dans le nord-est du département du Pas-de-Calais, Tournehem-sur-la-Hem est une commune drainée par la Hem ou Tiret et située, à vol d'oiseau, à 15 km au nord-ouest de la commune de Saint-Omer (chef-lieu d'arrondissement) et à 22 km au sud-est de la commune de Calais (aire d'attraction).
Le territoire de la commune est limitrophe de ceux de dix communes.
Les communes limitrophes sont Zutkerque, Acquin-Westbécourt, Bonningues-lès-Ardres, Clerques, Louches, Mentque-Nortbécourt, Nordausques, Nort-Leulinghem, Quercamps et Zouafques.

### Géologie et relief
La superficie de la commune est de 18,14 km2 ; son altitude varie de 22  à   174 mètres.

### Hydrographie
Le territoire de la commune est situé dans le bassin Artois-Picardie.
La commune est traversée par la Hem ou Tiret, un cours d'eau naturel non navigable de 27,92 km, qui prend sa source dans la commune d'Escœuilles et rejoint l'Aa dans la commune de Sainte-Marie-Kerque.

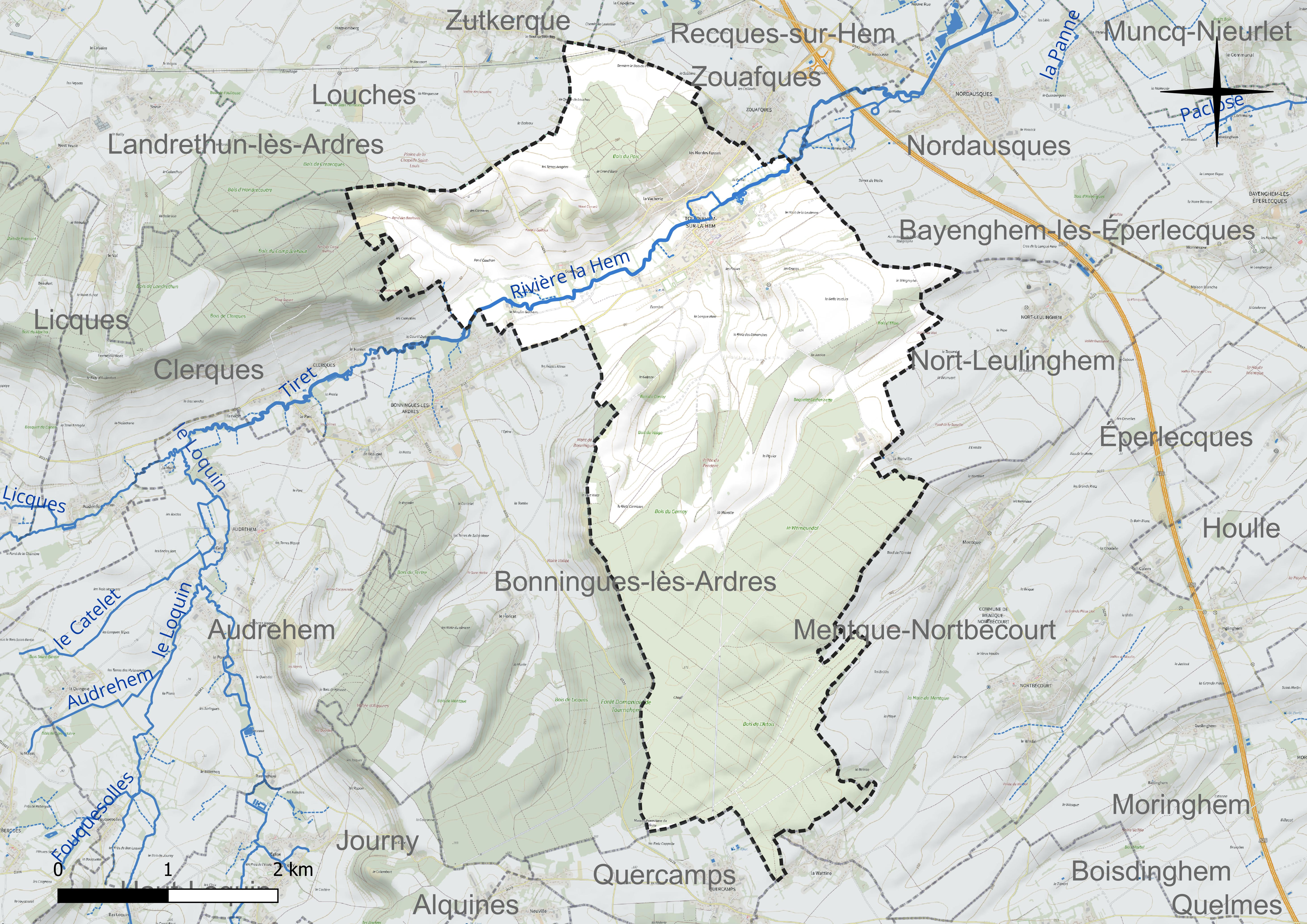
Réseau hydrographique de Tournehem-sur-la-Hem.

### Climat
Pour des articles plus généraux, voir Climat des Hauts-de-France et Climat du Nord-Pas-de-Calais.
En 2010, le climat de la commune est de type climat océanique franc, selon une étude du CNRS s'appuyant sur une série de données couvrant la période 1971-2000. En 2020, Météo-France publie une typologie des climats de la France métropolitaine dans laquelle la commune est exposée à un climat océanique et est dans la région climatique Côtes de la Manche orientale, caractérisée par un faible ensoleillement (1 550 h/an) ; forte humidité de l’air (plus de 20 h/jour avec humidité relative > 80 % en hiver), vents forts fréquents.
Pour la période 1971-2000, la température annuelle moyenne est de 10,4 °C, avec une amplitude thermique annuelle de 12,9 °C. Le cumul annuel moyen de précipitations est de 884 mm, avec 12,2 jours de précipitations en janvier et 8,2 jours en juillet. Pour la période 1991-2020, la température moyenne annuelle observée sur la station météorologique la plus proche, située sur la commune de Licques à 8 km à vol d'oiseau, est de 10,5 °C et le cumul annuel moyen de précipitations est de 1 138,1 mm,. Pour l'avenir, les paramètres climatiques de la commune estimés pour 2050 selon différents scénarios d'émission de gaz à effet de serre sont consultables sur un site dédié publié par Météo-France en novembre 2022.

### Paysages
Pour un article plus général, voir Paysage en France.
La commune s'inscrit dans les « paysages des coteaux calaisiens et du pays de Licques » tels qu'ils sont définis dans l'atlas de paysages de la région Nord-Pas-de-Calais, conçu par la direction régionale de l'Environnement, de l'Aménagement et du Logement (DREAL),.
Ces « paysages des coteaux calaisiens et du pays de Licques » concernent 56 communes du Pas-de-Calais. Ces paysages s'étendent sur environ 30 km de long (est-ouest) et 15 km de large (nord-sud) et présentent deux sous-ensembles : les coteaux calaisiens au nord et le pays de Licques au sud. Les altitudes de ces paysages varient de 206 m dans le Pays de Licques, à 120 m dans l’ouest des coteaux Calaisiens, près de Guînes, et à 10 m dans l'est, près d'Audruicq.
Ces paysages recouvrent trois entités écopaysagères : les collines guînoises qui constituent le rebord septentrional de l'Artois, l'entité de Bredenarde qui appartient à la plaine maritime flamande, et la cuvette de Licques. Ils sont constitués de 59,70 % de cultures, de 17,30 % de forêts, de 15,11 % de prairies naturelles, permanentes, de 7,45 % d'espaces artificialisés, avec les quatre principales communes que sont Audruicq, Ardres, Guînes et Licques, de 0,27 % d'industries, et de 0,18 % de cours d'eau et plan d'eau.
Les éléments structurants de ces paysages sont la LGV Nord et l'A26, la rivière la Hem qui coule du sud vers le nord-est, les escarpements sur les coteaux du Calaisis et autour du pays de Licques et, d'ouest en est, les différents boisements comme la forêt de Guînes, le bois de l'Abbaye, la forêt de Tournehem et une partie de la forêt d'Éperlecques.

### Milieux naturels et biodiversité

#### Espace protégé
La protection réglementaire est le mode d’intervention le plus fort pour préserver des espaces naturels remarquables et leur biodiversité associée.
Dans ce cadre, la commune fait partie d'un espace protégé : le parc naturel régional des Caps et Marais d'Opale, d’une superficie de 132 499 hectares réparties sur 154 communes, géré par le syndicat mixte d'aménagement et de gestion du parc naturel régional des Caps et Marais d'Opale.

#### Zones naturelles d'intérêt écologique, faunistique et floristique
L’inventaire des zones naturelles d'intérêt écologique, faunistique et floristique (ZNIEFF) a pour objectif de réaliser une couverture des zones les plus intéressantes sur le plan écologique, essentiellement dans la perspective d’améliorer la connaissance du patrimoine naturel national et de fournir aux différents décideurs un outil d’aide à la prise en compte de l’environnement dans l’aménagement du territoire.
Le territoire communal comprend six ZNIEFF de type 1 : 
- la forêt domaniale de Tournehem et ses lisières. Cette ZNIEFF marque le rebord oriental du pays de Licques[15] ;
- le mont de Bonningues. Cette ZNIEFF s’étend le long du bois du Carnoy[16] ;
- la haute vallée de la Hem entre Audenfort et Nordausques, d’une superficie de 446 hectares et d'une altitude variant de 6  à   35 mètres[17] ;
- le mont Gasart. « Le coteau du Mont Gasart s’étend en lisière du bois du Camp Bréhout et du bois de Clerques. Ce versant en exposition sud-sud-est, légèrement festonné, domine la vallée de la Hem, petite rivière sinueuse s’écoulant au milieu de prairies bocagères pâturées. »[18] ;
- la couronne boisée au nord de Licques. Cette ZNIEFF boisée marque la partie nord de la cuesta du pays de Licques, dernier contrefort des collines crayeuses de l’Artois avant la plaine maritime flamande[19] ;
- le mont de Guémy, d’une superficie de 176 hectares et d'une altitude variant de 50  à   127 mètres. Le mont forme un promontoire de craie dominant la plaine maritime flamande et marque la fin des collines de l'Artois[20].

et une ZNIEFF de type 2 : la boutonnière de pays de Licques. Cette ZNIEFF, de 17 830 hectares, s'étend sur 43 communes.

Carte des ZNIEFF de type 1 et 2 sur la commune
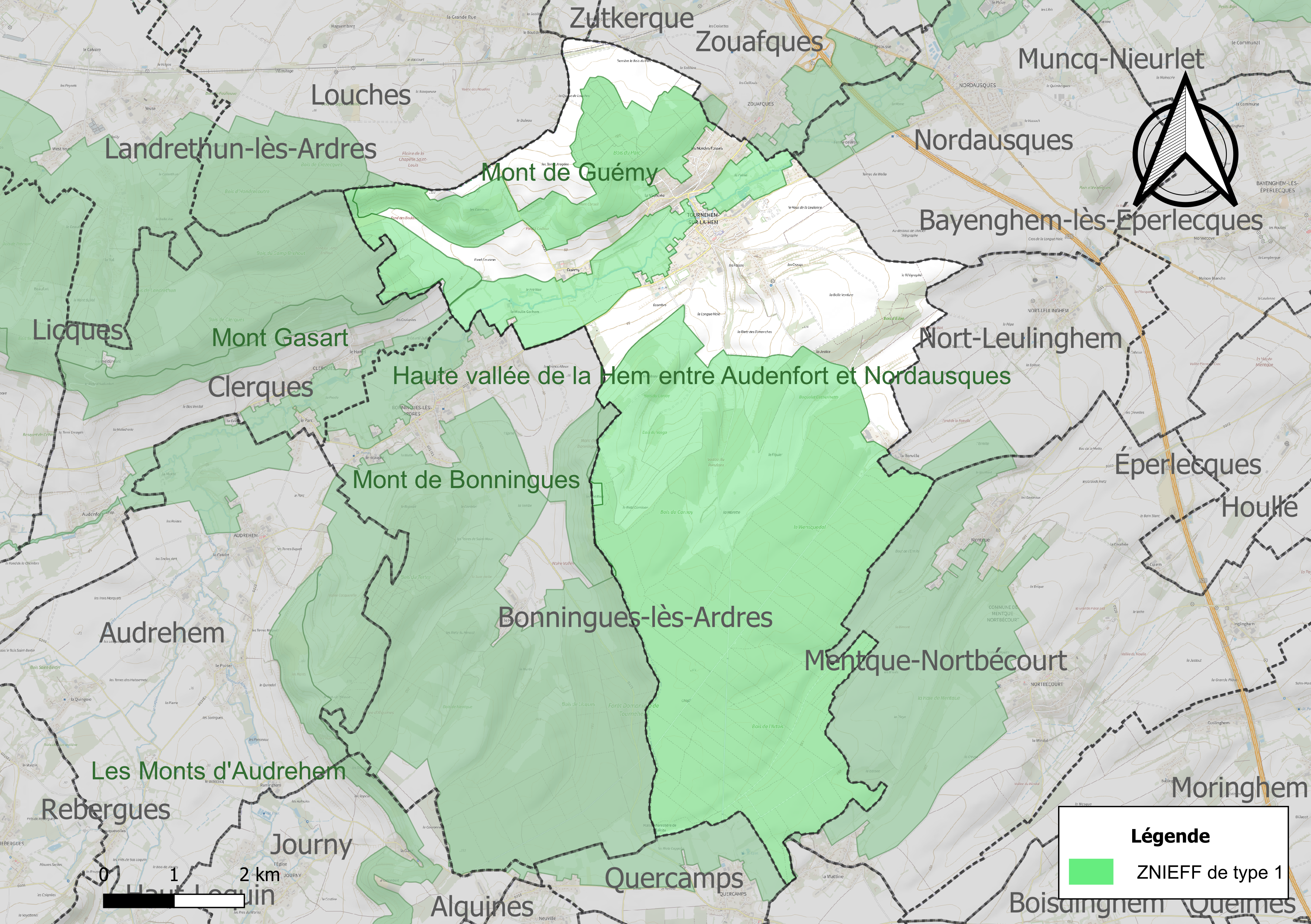
Carte des ZNIEFF de type 1 sur la commune.
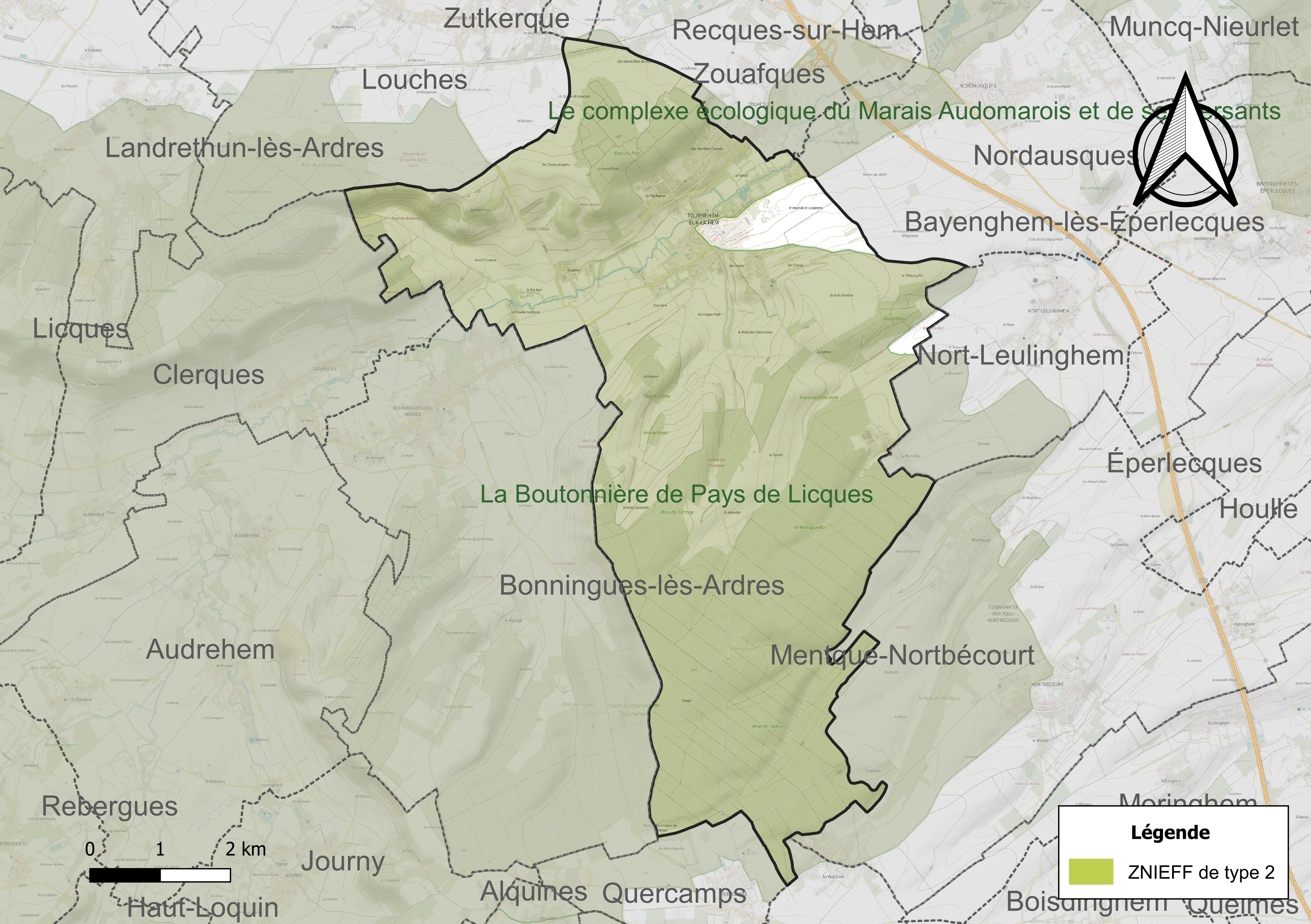
Carte de la ZNIEFF de type 2 sur la commune.

#### Site Natura 2000
Le réseau Natura 2000 est un réseau écologique européen de sites naturels d’intérêt écologique élaboré à partir des directives « habitats » et « oiseaux ». Ce réseau est constitué de zones spéciales de conservation (ZSC) et de zones de protection spéciale (ZPS). Dans les zones de ce réseau, les États membres s'engagent à maintenir dans un état de conservation favorable les types d'habitats et d'espèces concernés, par le biais de mesures réglementaires, administratives ou contractuelles.
Sur la commune, un site Natura 2000 de type B est défini en site d'importance communautaire (SIC) : les pelouses et bois neutrocalcicoles des cuestas du Boulonnais et du Pays de Licques et la forêt de Guînes.

## Urbanisme

### Typologie
Au 1er janvier 2024, Tournehem-sur-la-Hem est catégorisée bourg rural, selon la nouvelle grille communale de densité à sept niveaux définie par l'Insee en 2022.
Elle est située hors unité urbaine. Par ailleurs la commune fait partie de l'aire d'attraction de Calais, dont elle est une commune de la couronne,. Cette aire, qui regroupe 45 communes, est catégorisée dans les aires de 50 000 à moins de 200 000 habitants,.

### Occupation des sols
L'occupation des sols de la commune, telle qu'elle ressort de la base de données européenne d’occupation biophysique des sols Corine Land Cover (CLC), est marquée par l'importance des territoires agricoles (54 % en 2018), en diminution par rapport à 1990 (56,6 %). La répartition détaillée en 2018 est la suivante : 
terres arables (49,2 %), forêts (41,8 %), prairies (4,6 %), zones urbanisées (4,2 %), zones agricoles hétérogènes (0,1 %). L'évolution de l’occupation des sols de la commune et de ses infrastructures peut être observée sur les différentes représentations cartographiques du territoire : la carte de Cassini (XVIIIe siècle), la carte d'état-major (1820-1866) et les cartes ou photos aériennes de l'IGN pour la période actuelle (1950 à aujourd'hui).

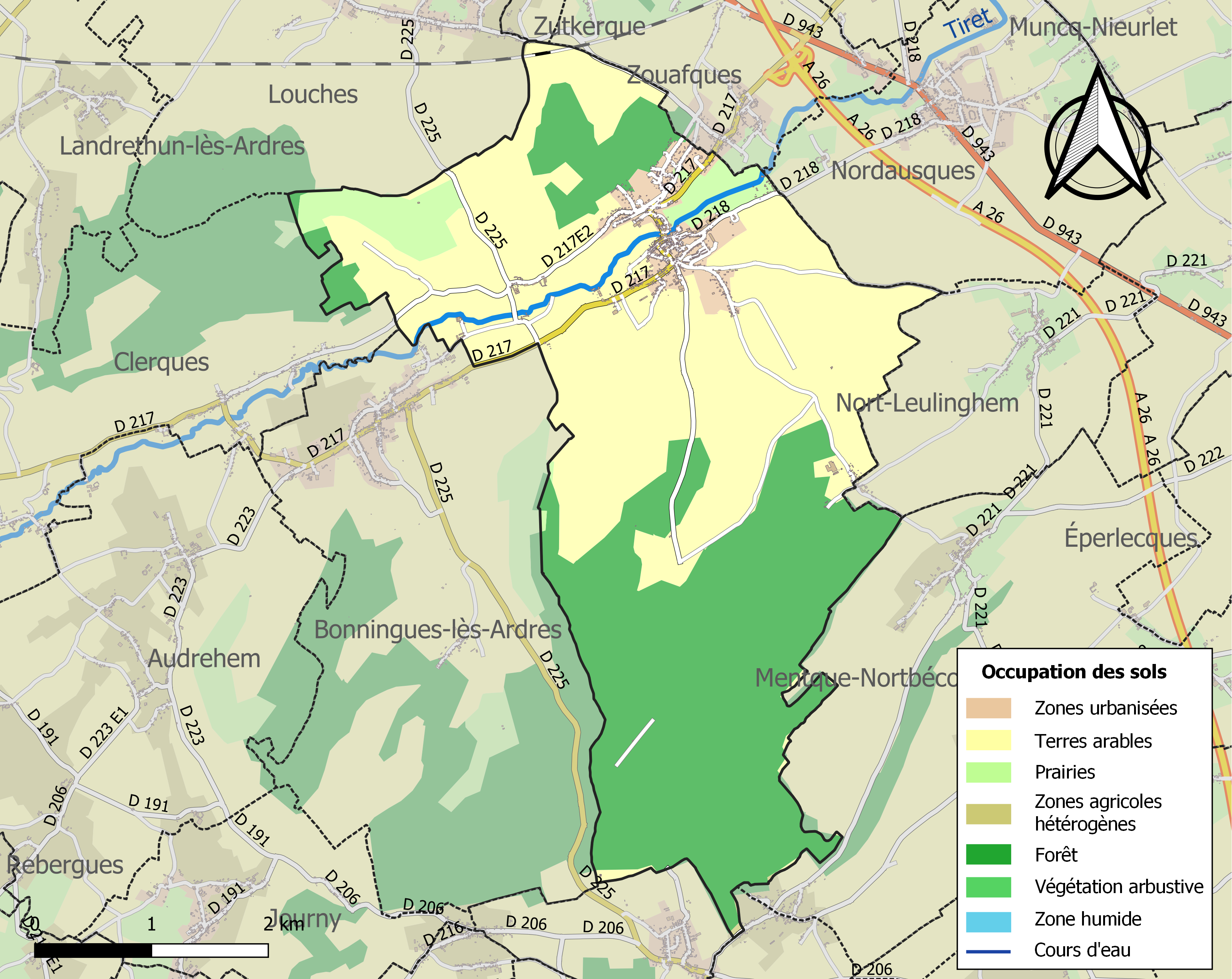
Carte des infrastructures et de l'occupation des sols de la commune en 2018 (CLC).

### Risques naturels et technologiques

#### Risque inondation
À la suite du passage des tempêtes Ciarán, Domingos et Elisa et des inondations et coulées de boue qui se sont produites, la commune est reconnue, par arrêté du 14 novembre 2023, en état de catastrophe naturelle pour inondations et coulées de boue sur la période du 2 au 12 novembre 2023, comme 179 autres communes du département.

## Toponymie
Le nom de la localité est attesté sous les formes Turringahem en 877 ; Tornchem [lire : Tornehem] en 1084 ; Turnehem en 1105 ; Turnahem en 1107 ; Tornheem en 1127 ; Torneham en 1170 ; Thornehem de 1170 à 1191 ; Tornehen en 1282 ; Tourneham en 1298 ; Tournahem en 1300 ; Tournehem en 1306 ; Torhem en 1313 ; Tournehen en 1349 ; Tourneheem en 1355 ; Tournehan au XVe siècle ; Turnhen en 1699 ; Tournehan en 1793 ; Tournehem en  1801 ; Tournehem-sur-la-Hem depuis 1964.
L'élément -hem est une variante, caractéristique du nord de la France, de ham ou heim « village », qui a donné hameau en français. Maurits Gysseling préfère citer la forme hypothétique du proto-germanique *þurnu- *haima, composé de *þurnu- « épine » et *haima « habitation », dans la mesure où l'on ignore à quelle date a été formé ce toponyme. En outre, il ne tient pas compte de la forme Turringahem de 877 citée par le Dictionnaire topographique. Ernest Nègre avance de son côté un toponyme formé de l'anthroponyme germanique Torro, suivi de -ingen « gens de (famille) » + heim « demeure, maison », donnant la « demeure des gens (famille) de Torro ».
La Hem est une rivière française du département du Pas-de-Calais, dans la région des Hauts-de-France.
La commune porte le nom de Tournan-su-la-Hem en picard et Doornem en flamand.
Guémy, ancienne commune, est un hameau de Tournehem-sur-la-Hem : Gimmeke en flamand.

## Histoire
L'existence de Tournehem est attestée dès l'Antiquité, lorsque les légions romaines pénétrèrent dans la Morinie et que César prit cette place en l'an 57 avant notre ère. En l'an 218, l'empereur Septime Sévère, en campagne contre la Grande-Bretagne, fit camper une partie de son armée sur la montagne de Saint-Louis, près de Tournehem.
Tournehem était située sur la voie romaine reliant Boulogne-sur-Mer à Cassel, via Le Wast, Alembon, Licques, Clerques, Tournehem, Watten, Wulverdinghe, Lederzeele, Wemaers-Cappel.
Au Moyen Âge, la ville de Tournehem était le chef-lieu de l'une des quatre châtellenies du comté de Guînes, en Artois. Lambert de Tournehem assiste vers 1084 à l'enterrement d'Adèle Chrétienne de Hollande, épouse du comte de Guînes Baudouin Ier de Guînes, dans l'abbaye Saint-Médard d'Andres. En 1117, cette châtellenie fut donnée en fief par Manassès Ier de Guînes, comte de Guînes, à son neveu Arnould de Gand, qui deviendra à son tour comte de Guînes sous le nom d'Arnould Ier de Guînes. Manassès possédait un château à Tournehem. En 1145-1150, Manassès de Tornehem et son fils Manassès font partie de l'entourage d'Arnould Ier lorsque celui-ci établit des chartes en faveur d'abbayes.
Vers 1170, Baudouin II de Guînes, fils d'Arnould Ier, fait réparer le château de Tournehem qui tombait en ruines, fortifie la ville en l'entourant d'un profond fossé, renouvelle ses murailles, et creuse un grand étang à côté.
En 1346, Gui de Nesle s'empara de Tournehem et tua six-cents soldats anglais qui s'y étaient réfugiés.
En 1350, après la mort du dernier comte de Guînes, Tournehem fut réuni au domaine de la couronne.
Les Anglais s'emparèrent de Tournehem en 1352, avant que les Français ne reprennent cette place en 1377. Le roi Louis XI l'a ensuite donnée en 1479 à Antoine de Bourgogne, fils naturel de Philippe le Bon, duc de Bourgogne.
Par le traité de Cambrai (1529), Tournehem fut cédé par la France à l'empereur Charles Quint, mais la guerre ayant de nouveau éclaté entre les deux couronnes, le duc de Vendôme mit le siège devant Tournehem (1542), qui céda après avoir essuyé pendant cinq jours le feu des assiégeants, et le château fut détruit.
La paix de Crépy (1544) restitua Tournehem aux Espagnols, qui réédifièrent les fortifications, mais ils perdirent à nouveau cette place en 1595 (prise par le maréchal d'Humières) et la forteresse fut définitivement rasée.

## Politique et administration

### Découpage territorial
La commune se trouve dans l'arrondissement de Saint-Omer du département du Pas-de-Calais.

#### Commune et intercommunalités
Tournehem jusqu'alors membre de la communauté de communes de la région d'Ardres et de la vallée de la Hem, dissoute le 31 décembre 2013, a intégré le 1er janvier 2014 la communauté d'agglomération de Saint-Omer (CASO).

#### Circonscriptions administratives
La commune est rattachée au canton de Saint-Omer.

#### Circonscriptions électorales
Pour l'élection des députés, la commune fait partie de la sixième circonscription du Pas-de-Calais.

### Élections municipales et communautaires

#### Liste des maires
| Période                                  | Période                    | Identité           | Étiquette | Qualité                         |
| ---------------------------------------- | -------------------------- | ------------------ | --------- | ------------------------------- |
| Les données manquantes sont à compléter. |                            |                    |           |                                 |
| mars 2001                                | 2008                       | Léon Leclercq      |           |                                 |
| mars 2008                                | 2020                       | Jean-Claude Hiraut |           | Réélu pour le mandat 2014-2020, |
| 3 juillet 2020                           | En cours (au 8 avril 2022) | Jean Paul Vasseur  |           | Ancien cadre,                   |

## Population et société

### Démographie

#### Évolution démographique
L'évolution du nombre d'habitants est connue à travers les recensements de la population effectués dans la commune depuis 1793. Pour les communes de moins de 10 000 habitants, une enquête de recensement portant sur toute la population est réalisée tous les cinq ans, les populations de référence des années intermédiaires étant quant à elles estimées par interpolation ou extrapolation. Pour la commune, le premier recensement exhaustif entrant dans le cadre du nouveau dispositif a été réalisé en 2004.

En 2022, la commune comptait 1 353 habitants, en évolution de −6,95 % par rapport à 2016 (Pas-de-Calais : −0,72 %, France hors Mayotte : +2,11 %).
| 1793 | 1800 | 1806 | 1821 | 1831 | 1836 | 1841 | 1846 | 1851 |
| ---- | ---- | ---- | ---- | ---- | ---- | ---- | ---- | ---- |
| 603  | 591  | 657  | 812  | 896  | 938  | 963  | 944  | 850  |

| 1856 | 1861 | 1866 | 1872 | 1876  | 1881  | 1886  | 1891  | 1896 |
| ---- | ---- | ---- | ---- | ----- | ----- | ----- | ----- | ---- |
| 810  | 880  | 925  | 939  | 1 031 | 1 033 | 1 044 | 1 010 | 988  |

| 1901 | 1906 | 1911 | 1921 | 1926 | 1931 | 1936 | 1946 | 1954 |
| ---- | ---- | ---- | ---- | ---- | ---- | ---- | ---- | ---- |
| 939  | 944  | 954  | 888  | 864  | 824  | 798  | 847  | 781  |

| 1962 | 1968 | 1975 | 1982  | 1990  | 1999  | 2004  | 2006  | 2009  |
| ---- | ---- | ---- | ----- | ----- | ----- | ----- | ----- | ----- |
| 779  | 835  | 965  | 1 018 | 1 069 | 1 219 | 1 226 | 1 229 | 1 335 |

| 2014  | 2019  | 2022  | - | - | - | - | - | - |
| ----- | ----- | ----- | - | - | - | - | - | - |
| 1 452 | 1 400 | 1 353 | - | - | - | - | - | - |

#### Pyramide des âges
La population de la commune est relativement jeune.
En 2018, le taux de personnes d'un âge inférieur à 30 ans s'élève à 39,4 %, soit au-dessus de la moyenne départementale (36,7 %). À l'inverse, le taux de personnes d'âge supérieur à 60 ans est de 22,7 % la même année, alors qu'il est de 24,9 % au niveau départemental.
En 2018, la commune comptait 707 hommes pour 711 femmes, soit un taux de 50,14 % de femmes, légèrement inférieur au taux départemental (51,50 %).
Les pyramides des âges de la commune et du département s'établissent comme suit.
| Hommes | Classe d’âge | Femmes |
| ------ | ------------ | ------ |
| 0,1    | 90 ou +      | 0,4    |
| 4,7    | 75-89 ans    | 7,1    |
| 16,5   | 60-74 ans    | 16,5   |
| 17,9   | 45-59 ans    | 19,4   |
| 19,9   | 30-44 ans    | 18,5   |
| 18,2   | 15-29 ans    | 18,8   |
| 22,6   | 0-14 ans     | 19,2   |

| Hommes | Classe d’âge | Femmes |
| ------ | ------------ | ------ |
| 0,5    | 90 ou +      | 1,6    |
| 5,6    | 75-89 ans    | 8,9    |
| 16,7   | 60-74 ans    | 18,1   |
| 20,2   | 45-59 ans    | 19,2   |
| 18,9   | 30-44 ans    | 18,1   |
| 18,2   | 15-29 ans    | 16,2   |
| 19,9   | 0-14 ans     | 17,9   |

### Sports et loisirs
Le nouveau parc d'attractions Fééryland, à vocation familiale, ouvre ses portes en avril 2024. Il remplace le parc d'attractions Bal Parc qui existait depuis les années 1960.

## Culture locale et patrimoine

### Lieux et monuments

#### Site classé
Un site classé ou inscrit est un espace (naturel, artistique, historique…) profitant d'une conservation en l'état (entretien, restauration, mise en valeur...) ainsi que d'une préservation de toutes atteintes graves (destruction, altération, banalisation...) en raison de son caractère remarquable au plan paysager. Un tel site justifie un suivi qualitatif, notamment effectué via une autorisation préalable pour tous travaux susceptibles de modifier l'état ou l'apparence du territoire protégé.
Dans ce cadre, la commune présente un site classé par arrêté du 24 décembre 1913 : les ruines de la chapelle Saint-Louis, à Guémy, situées sur un plateau, qui offre un panorama sur le Calaisis, où subsistent l'intégralité des murs en calcaire tendre de la chapelle, fondée au XIIIe siècle.

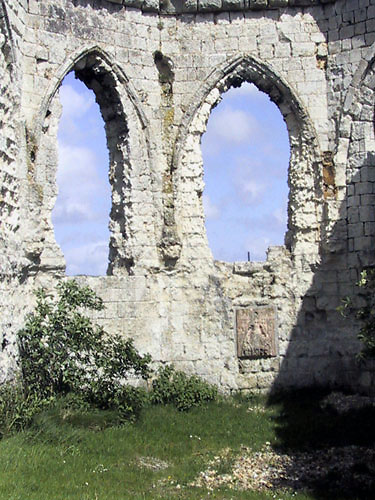
La chapelle Saint-Louis à Guémy.
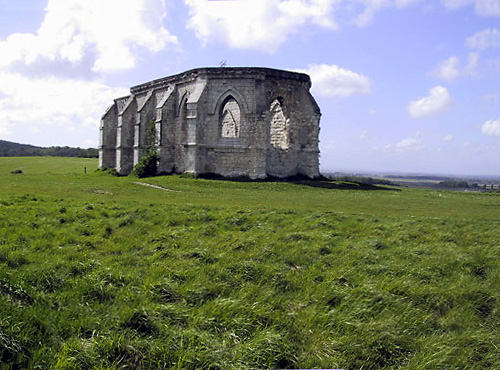
La chapelle Saint-Louis.

#### Patrimoine religieux

##### Monument historique
- L'église Saint-Médard des XVe, XVIIe et XVIIIe siècles, fait l’objet d’une inscription au titre des monuments historiques depuis le 28 août 1974[55]. Les boiseries des stalles, de la chaire, du buffet d'orgues, ainsi que quelques statues et tableaux sont classés à titre d'objets.

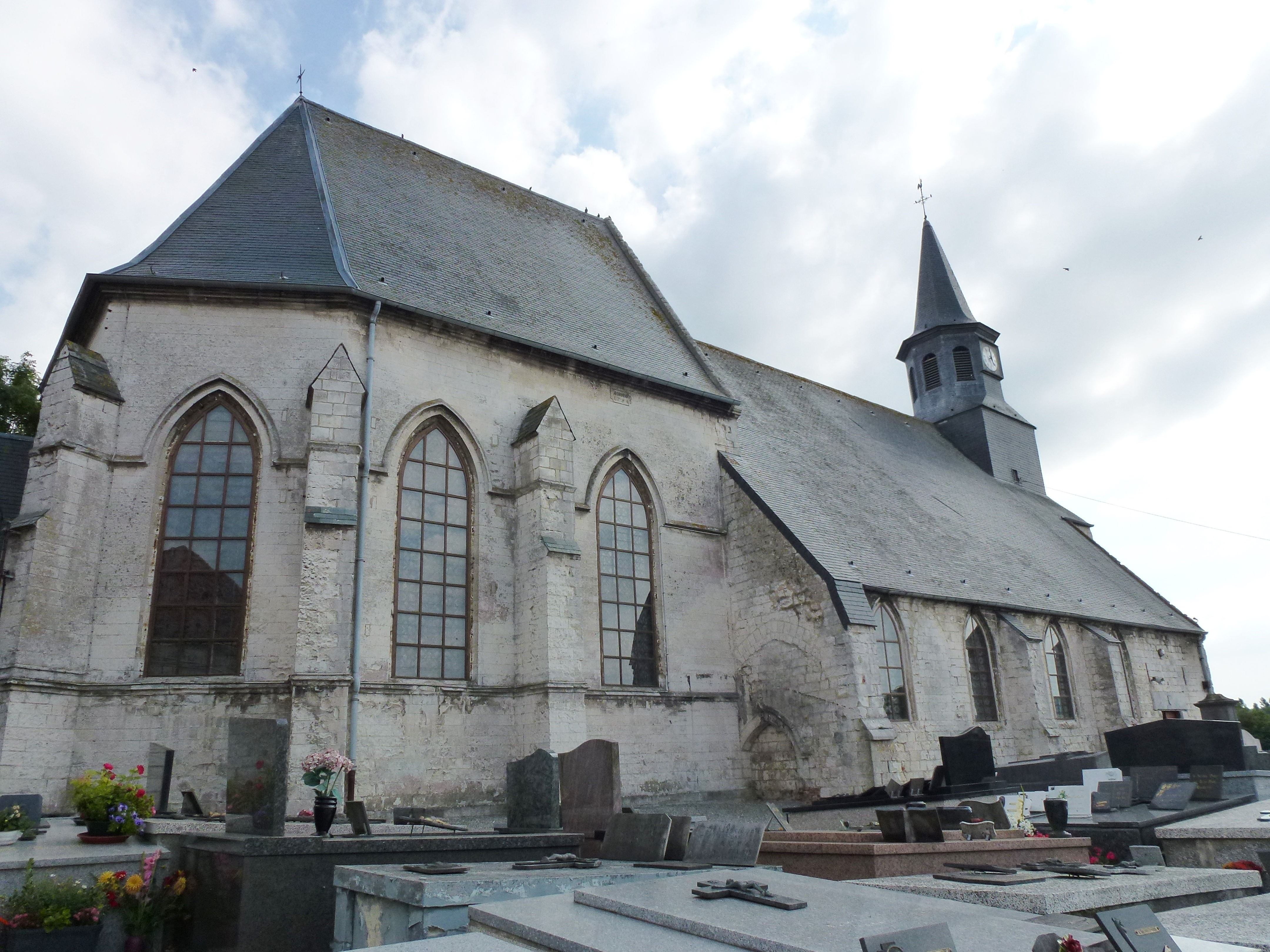
L'église Saint-Médard.
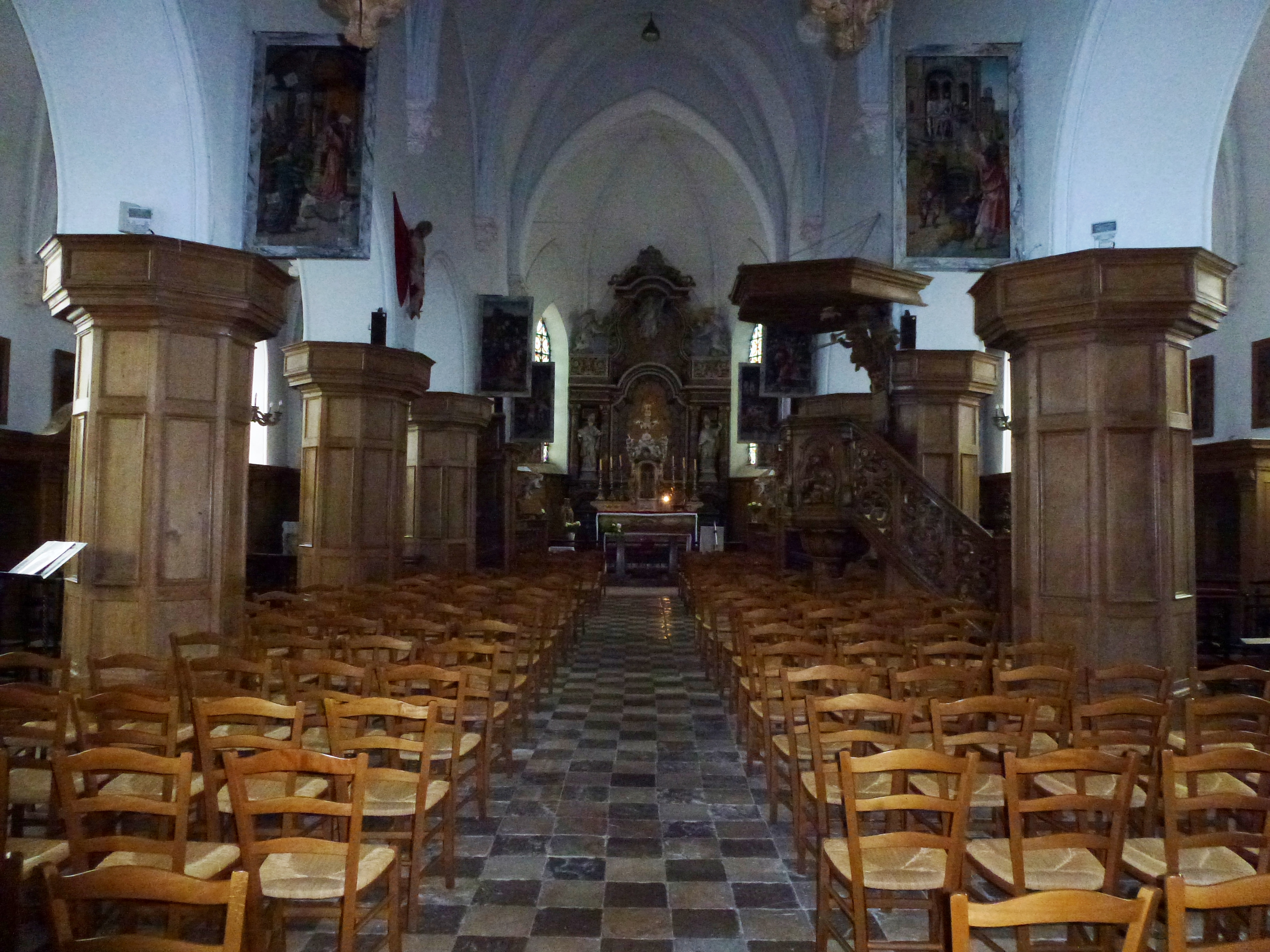
L'intérieur de l'église Saint-Médard.

##### Autres monuments
- La chapelle de la Vierge dans le bâtiment du moulin à eau, rue de l'Étang.
- La chapelle Notre-Dame-de-la-Forêt dans la forêt de Tournehem.

#### Patrimoine civil
- Les fortifications de Tournehem. De ces fortifications part un réseau complexe de passages souterrains. Certains de ceux-ci rallient la chapelle Saint-Louis, d'autres se terminent à Ardres, le chef-lieu de canton. En raison de leur dangerosité, les souterrains sont interdits au public et les visites ne sont plus autorisées.
- Trois moulins à eau: rue de l'Étang, route de Guémy et chemin de la Leulenne.
- Le moulin à vent Bacquet.

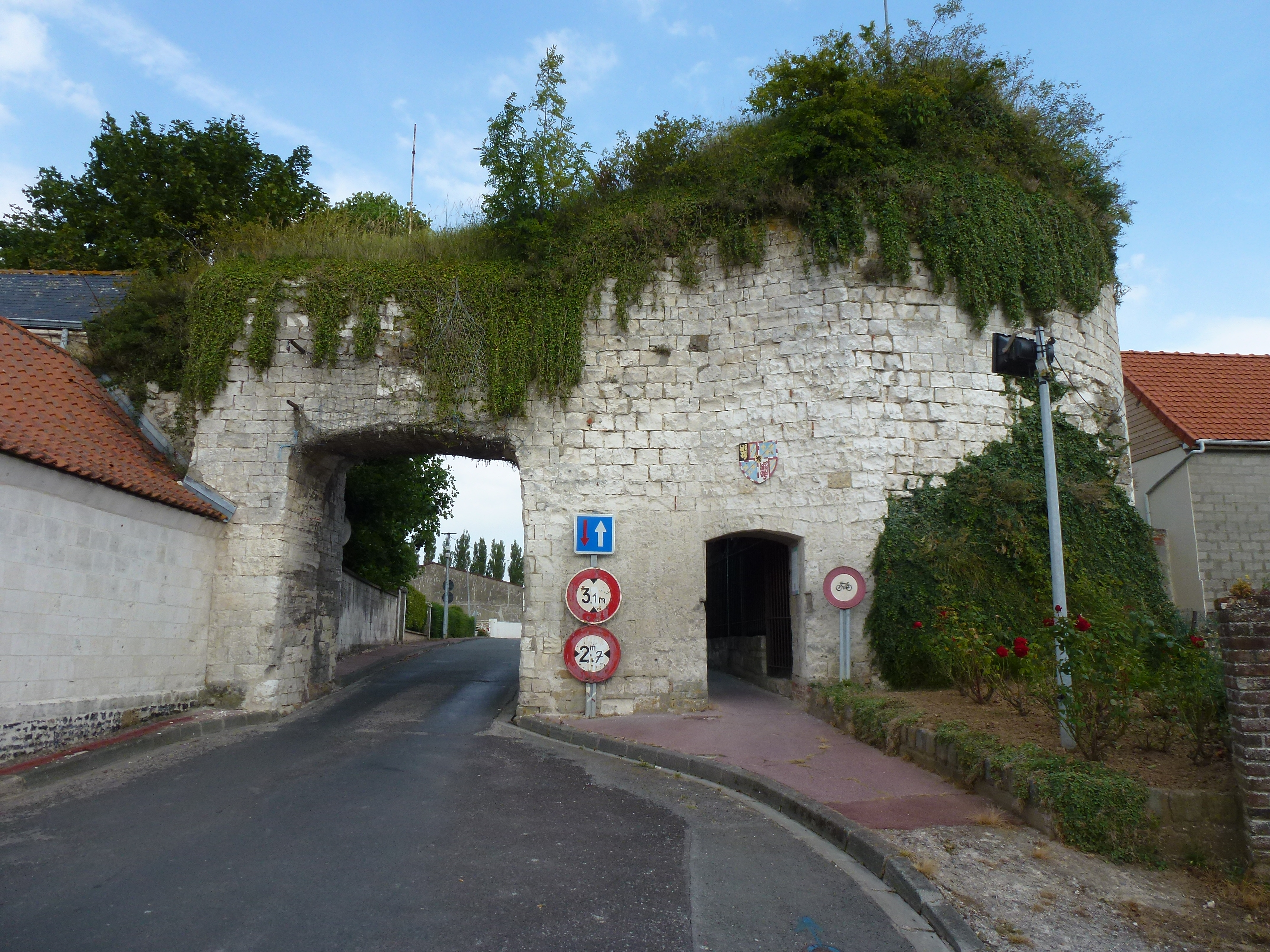
Les fortifications de Tournehem.
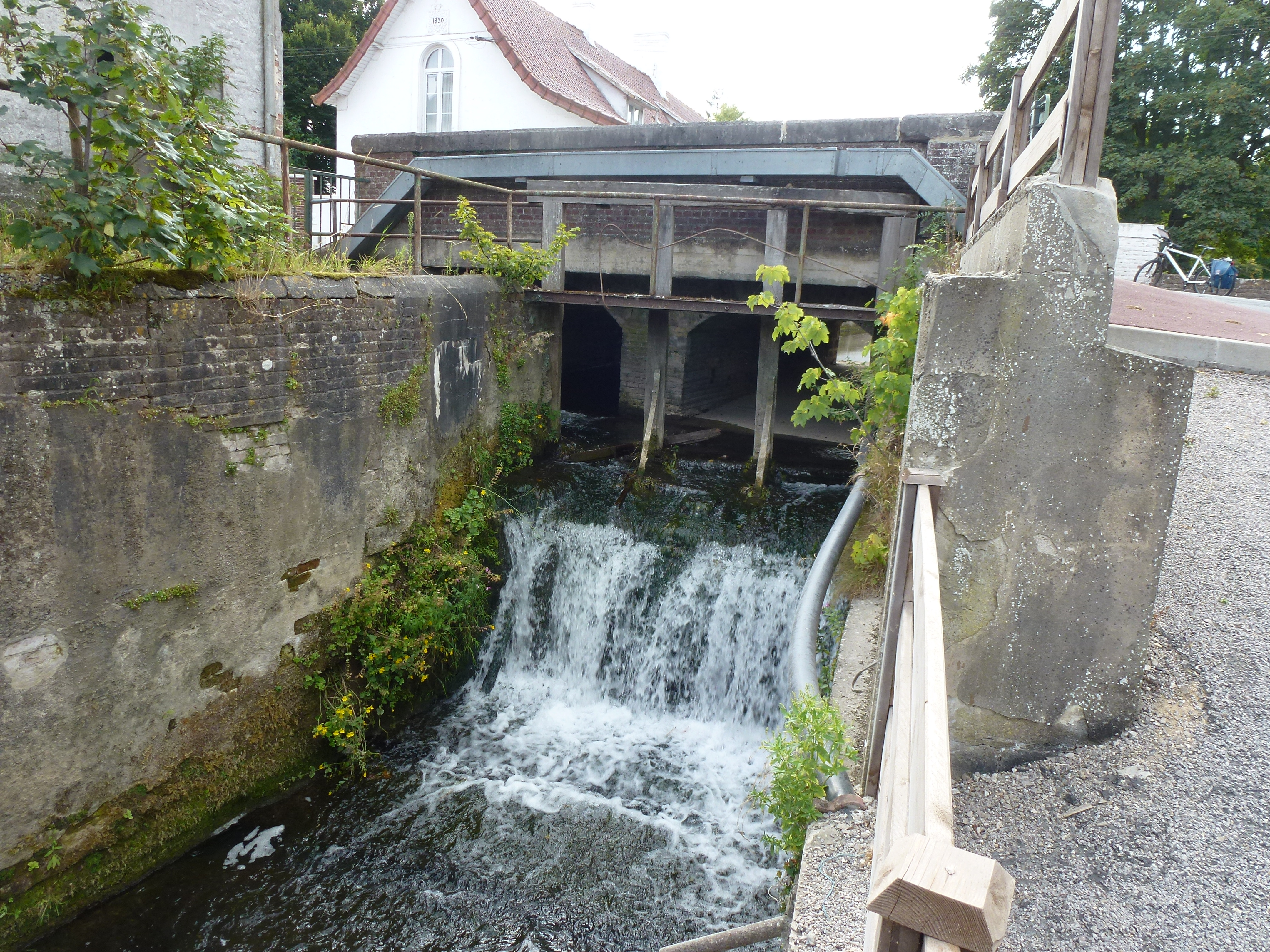
Moulin à eau sur la Hem au centre de Tournehem.
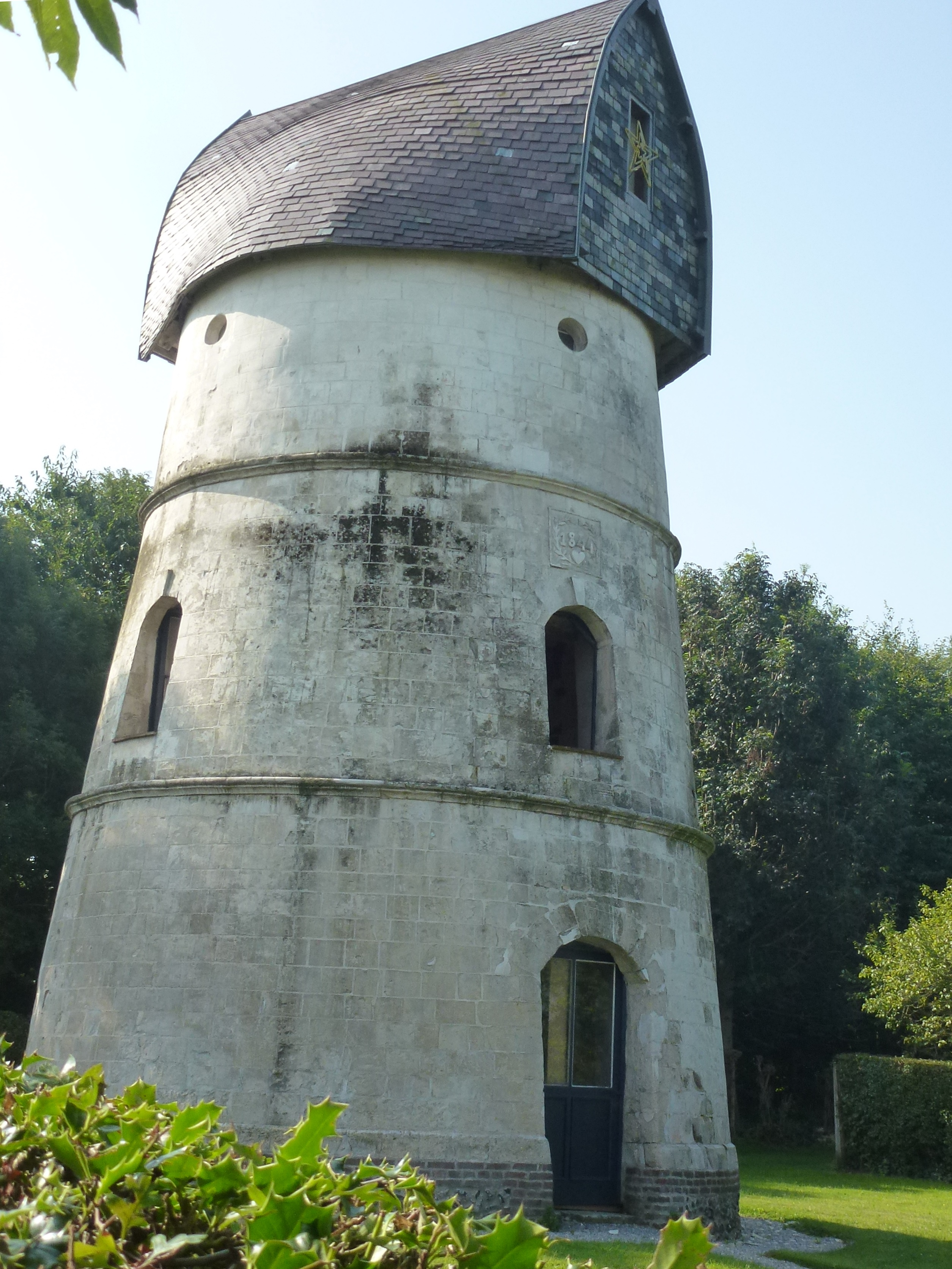
Moulin à vent Bacquet.

#### Patrimoine commémoratif
- Le monument aux morts au pied du cimetière, commémorant les guerres de 1914-1918 et 1939-1945
- Plaquettes dans l'église commémorant les guerres de 1914-1918, 1939-1945 et d'Algérie.

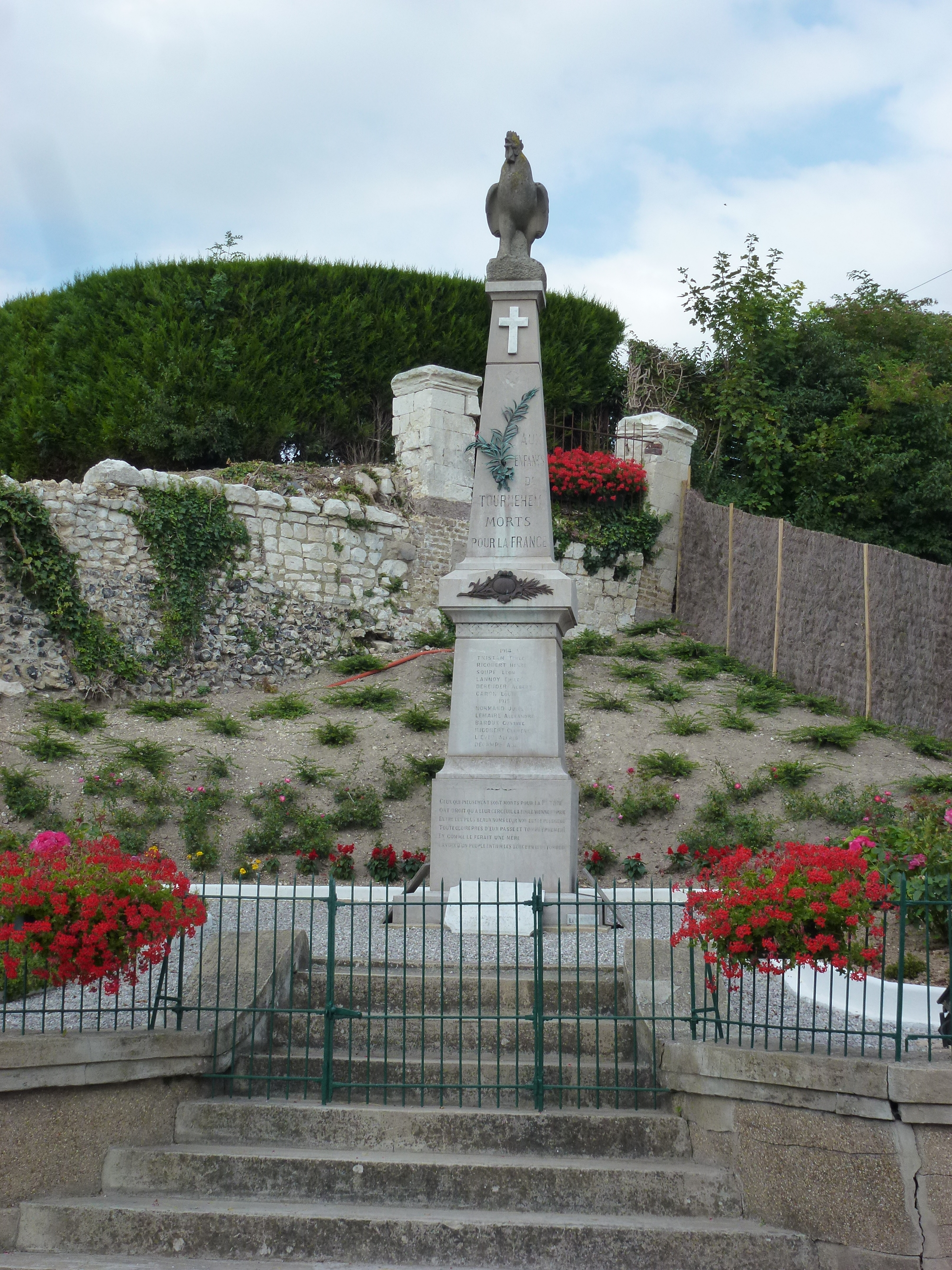
Le monument aux morts.
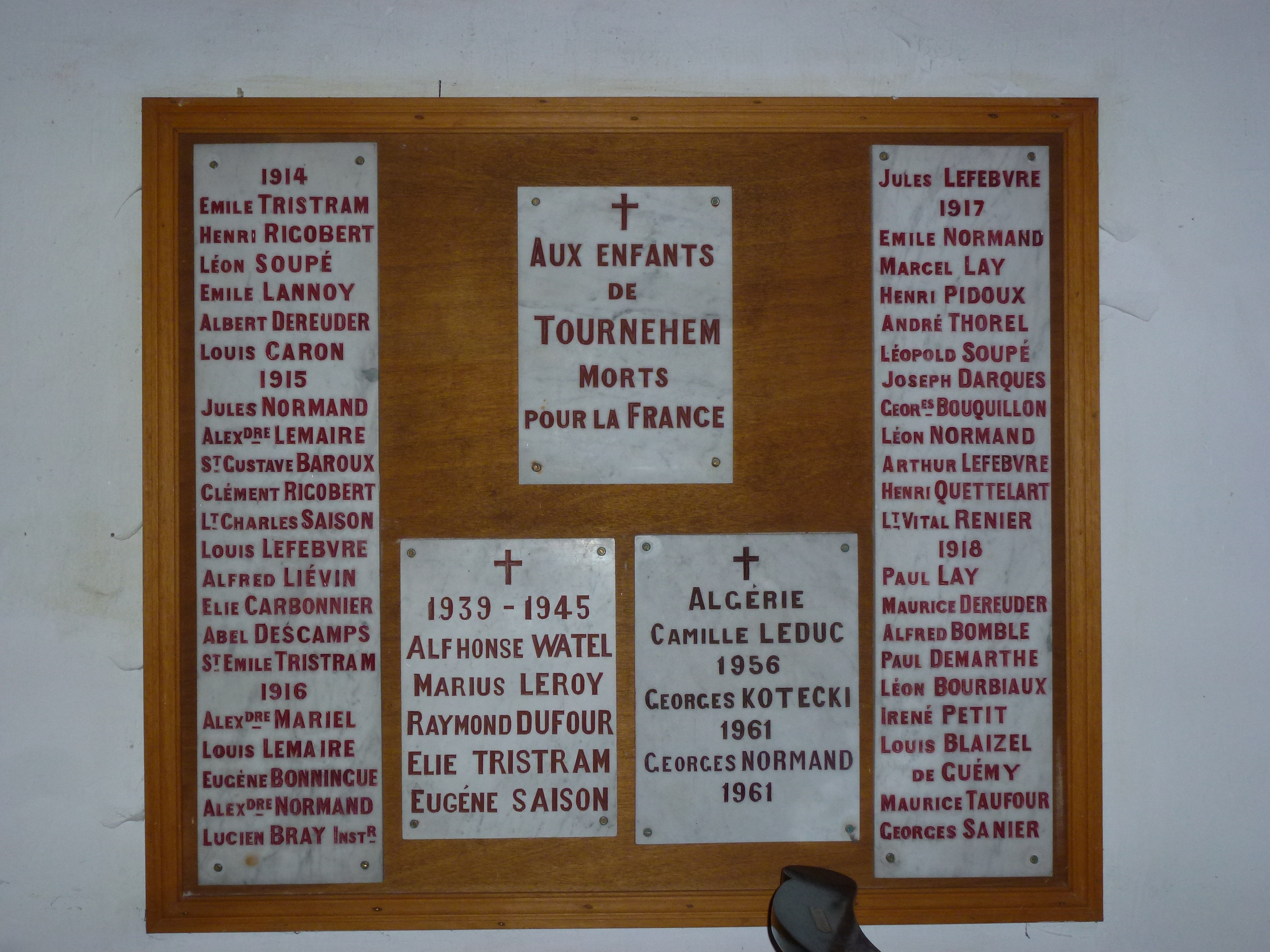
Plaquettes commémoratives dans l'église.

### Personnalités liées à la commune
- Antoine bâtard de Bourgogne (v. 1421-1504) y est inhumé.

### Héraldique
| Blason de Tournehem-sur-la-Hem | Blason  | De gueules à la porte de ville à galerie crénelée (et donjonnée) d'argent, ouverte et ajourée du champ. Devise / CriNul ne s'y frotte |
| Blason de Tournehem-sur-la-Hem | Détails | Reprend la porte de ville présente sur un sceau de Tournehem datant de 1407. Adopté par la municipalité le 14 octobre 1961. |
| Blason de Tournehem-sur-la-Hem | Alias   | Écartelé : au 1er et 4e, d'azur semé de fleurs de lys d'or à la bordure componée d'argent et de gueules, au 2e, parti : bandé d'or et d'azur de six pièces, à la bordure de gueules et de sable au lion d'or, armé et lampassé de gueules, et au 3e parti : bandé d'or et d'azur de six pièces, à la bordure de gueules et d'argent au lion de gueules à la queue fourchée et passée en sautoir, armé, lampassé et couronné d'or ; sur le tout d'or au lion de sable armé et lampassé de gueules. Armes d'Antoine de Bourgogne, dit « le Grand Bâtard de Bourgogne », aujourd'hui présentes sur la façade de la mairie. |

## Pour approfondir